# 鈴木正雄 (三菱)
鈴木 正雄（すずき まさお、1914年（大正3年）6月28日 - 2006年（平成18年）11月7日）は、日本の実業家。三菱銀行入行を皮切りに、三菱グループで三菱重工業副社長や三菱自動車販売（現三菱自動車工業）社長・会長などを歴任した。

## 略歴・人物
- 神奈川県葉山村にて出生。後に東京に転居し、永田町小学校（現千代田区立麹町小学校）に入学するが、一家の転居に伴い2年次で白金小学校へ転入し卒業。東京府立第一中学校（現東京都立日比谷高等学校）、旧制第一高等学校を経て、東京帝国大学法学部法律学科卒業。
- 1937年 三菱銀行入行
- 1951年 新三菱重工業（現三菱重工業）に転籍
- 1971年 三菱重工業取締役
- 1973年 同社常務
- 1978年 同社副社長
- 1981年 三菱自動車販売（現三菱自動車工業）に転籍し、社長に就任
- 1983年 同社会長
- 1984年 同社相談役
- 2006年11月7日 心不全のため死去[1]。

## 家族・親族
鈴木商店（現味の素）第2代社長鈴木忠治の六男。鈴木商店創業者の2代目鈴木三郎助は伯父。長兄に三楽オーシャン（現メルシャン）社長・会長を務めた鈴木三千代、次兄に工学博士で昭和電線電纜会長を務めた鈴木松雄、三兄に鈴木竹雄（東京大学名誉教授）、四兄に通商産業省重工業局長等や日揮会長を務めた鈴木義雄、五兄に経済同友会副代表幹事や昭和電工社長・会長を務めた鈴木治雄、弟に大蔵省国際金融局長や国際通貨基金理事などを務めた鈴木秀雄、多摩電気工業（現・真田KOA）会長を務めた鈴木泰雄がいる。
妻・美智子は後藤一蔵の次女。